# Барсия, Бальтасар
Матео Бальтасар Барсия Фернандес (исп. Mateo Baltasar Barcia Fernández; род. 19 февраля 2001, Пандо, Канелонес) — уругвайский футболист, полузащитник аргентинского клуба «Индепендьенте», выступающий на правах аренды за уругвайский «Бостон Ривер».

## Клубная карьера
Барсия — воспитанник клуба «Рентистас». 6 июня 2021 года в матче против «Депортиво Мальдонадо» он дебютировал в уругвайской Примере. 5 июля в поединке против «Серрито» Бальтасар забил свой первый гол за «Рентистас». В 2023 году Барсия перешёл в аргентинский «Индепендьенте». 5 февраля в матче против «Платнесе» он дебютировал в аргентинской Примере. 10 марта в поединке против «Барракас Сентраль» Бальтасар забил свой первый гол за «Индепендьенте».
В начале 2024 года Барсия был арендован бразильской «Крисиумой». 20 января в поединке Лиги Кариока против «Фигейренсе» Бальтасар дебютировал за основной состав. 18 апреля в поединке против «Атлетико Минейро» он дебютировал в бразильской Серии A.